# Stenotabanus sputnikulus
Stenotabanus sputnikulus är en tvåvingeart som beskrevs av Philip 1958. Stenotabanus sputnikulus ingår i släktet Stenotabanus och familjen bromsar. Inga underarter finns listade i Catalogue of Life.